# Kamienica Fontanowska w Krakowie
Kamienica Fontanowska – zabytkowa kamienica znajdująca się w Krakowie, w dzielnicy I przy Rynku Głównym 12, na Starym Mieście.

## Historia
Powstała poprzez połączenie w 1830 r. dawnych kamienic Fontanowskiej i Gutteterowskiej. Kamienica Fontanowska w drugiej połowie XVI wieku i na początku XVII należała do rodziny Fontanich, potem Treflerów. Od 1763 roku należała do księgarzy i introligatorów Drelinkiewiczów.
Kamienica Gutteterowska zbudowana na początku XIV wieku (budynek frontowy). Przebudowana w połowie XVI wieku na pałac miejski dla rodziny Gutteterów. W XVIII wieku należała m.in. do rodziny Girtlerów. 
W latach 1826–1830 generał Henryk Dembiński kupił i połączył obie kamienice przy okazji nadając im wspólną fasadę. W latach 40. XIX wieku właścicielem kamienicy był Józef Haller. Kamienica spłonęła podczas pożaru Krakowa w 1850 roku. Odbudowana przez rodzinę Mączyńskich.
W latach 1791–1890 na pierwszym piętrze mieściła się cukiernia Wielandów, podczas II wojny światowej szwalnia mundurów dla armii niemieckiej, a do 1990 roku dom mody Wanda.
Mieszkał w niej Baltazar Fontana, a także generał Henryk Dembiński.
Po 2014 roku zmieniono kształt najwyższej kondygnacji i usunięto szprosy z okien na drugim piętrze.
23 kwietnia 1968 kamienica została wpisana do rejestru zabytków. Znajduje się także w gminnej ewidencji zabytków.